# Montréal, Capitale mondiale du livre 2005-2006
Pour un article plus général, voir Capitale mondiale du livre.
Montréal, « Capitale mondiale du livre 2005-2006 » est un événement culturel montréalais. C'est une année thématique de l'UNESCO célébrant le livre, du 23 avril 2005 au 22 avril 2006.
Montréal est la cinquième ville à être nommée Capitale mondiale du livre par l'UNESCO. Elle a reçu ce titre en raison de la grande vitalité de sa scène littéraire et du fait qu'elle est le point de rencontre de plusieurs cultures : anglaise, autochtone, caribéenne, française, hispanique et orientale.